# Zoltán Benkő
Zoltán Benkő (Budapest, 13 de junio de 1983) es un deportista húngaro que compitió en piragüismo en la modalidad de aguas tranquilas. Ganó 6 medallas en el Campeonato Europeo de Piragüismo entre los años 2004 y 2008.

## Palmarés internacional
| Campeonato Europeo | Campeonato Europeo       | Campeonato Europeo | Campeonato Europeo |
| Año                | Lugar                    | Medalla            | Competición        |
| ------------------ | ------------------------ | ------------------ | ------------------ |
| 2004               | Poznań (Polonia)         | Medalla de oro     | K4 500 m           |
| 2005               | Poznań (Polonia)         | Medalla de plata   | K1 1000 m          |
| 2006               | Račice (República Checa) | Medalla de oro     | K1 500 m           |
| 2006               | Račice (República Checa) | Medalla de plata   | K1 1000 m          |
| 2007               | Pontevedra (España)      | Medalla de bronce  | K1 1000 m          |
| 2008               | Milán (Italia)           | Medalla de plata   | K4 500 m           |